# Stemphylium lancipes
Stemphylium lancipes är en svampart som först beskrevs av Ellis & Everh., och fick sitt nu gällande namn av E.G. Simmons 1969. Stemphylium lancipes ingår i släktet Stemphylium och familjen Pleosporaceae.   Inga underarter finns listade i Catalogue of Life.